# Turn to Me
«Turn to Me» (англ. Повернись до мене) — альбом австралійської співачки Ванесси Аморозі, в основному має пісні нові пісні, але також декілька з попереднього альбому «The Power». В Австралії вийшов 29 жовтня 2001.

## Список пісень
1. «Turn to Me» (3:38)
2. «Rise Up» (3:21)
3. «Steam» (3:47)
4. «Take Me As I Am» (3:14)
5. «Everytime I Close My Eyes» (4:03)
6. «Tent By The Sea» (2:57)
7. «Get Here» (3:47)
8. «Sun's Up» (3:32)
9. «By My Side» (3:30)
10. «Heroes Live Forever» (4:35)
11. «Turn to Me» (альтернативна версія) (3:38)
12. «Rise Up» (альтернативна версія) (3:38)
13. «Absolutely Everybody» (Англійський мікс) (3:32)

## Чарти
| Чарт (2001)             | Місце |
| ----------------------- | ----- |
| Australian Albums Chart | 21    |